# El Cerrillo Vista Hermosa
El Cerrillo Vista Hermosa är en ort i Mexiko.   Den ligger i kommunen Toluca och delstaten Mexiko, i den sydöstra delen av landet, 40 km väster om huvudstaden Mexico City. El Cerrillo Vista Hermosa ligger 2 603 meter över havet och antalet invånare är 8 699.
Terrängen runt El Cerrillo Vista Hermosa är platt åt sydväst, men åt nordost är den kuperad. Runt El Cerrillo Vista Hermosa är det tätbefolkat, med 493 invånare per kvadratkilometer. Närmaste större samhälle är Toluca, 12,3 km väster om El Cerrillo Vista Hermosa. Trakten runt El Cerrillo Vista Hermosa består till största delen av jordbruksmark.